# Universitat de Warwick
La Universitat de Warwick (en anglès University of Warwick), a Anglaterra, Regne Unit, es va establir el 1965 com a part d'un programa del govern per expandir l'ensenyament superior. La Universitat està ubicada als afores de Coventry. Compta amb més de 15.000 estudiants i més de 4.000 empleats al campus.
Va ser classificada com la cinquena millor universitat del Regne Unit quant a la qualitat de recerca i les classificacions nacionals la situen entre les 10 millors universitats del país: 25 dels 27 departaments van obtenir la qualificació d'excel·lent. Warwick University és membre de la lliga d'universitats d'elit Russell Group.
Els estudiants estan distribuïts a les següents àrees (dades de març 2005):
- Estudis Socials: 7.723 estudiants
- Ciència: 6.080 estudiants
- Humanitats: 2.542 estudiants
- Medicina: 2.158 estudiants

Cal destacar l'Escola de Negocis de Warwick (Warwick Business School), amb més de 6.000 estudiants i participants i un MBA considerat tota una referència a nivell europeu, triple acreditat per AASB, AMBA i ICS. El programa de doctorat de WBS ha estat reconegut com el millor d'Europa pel Financial Times. És conegut també el màster en polítiques culturals, que estudien molts experts en gestió cultural.
Els estudiants tenen fins al Gener per aplicar a la Universitat, encara que en cas de no ser acceptats poden tornar-ho a intentar un darrer cop al Juliol mitjançant el procés de Clearing.